# Сан-Висенти (Мадейра)
Са́н-Висе́нти (порт. São Vicente) — посёлок на севере острова Мадейры, в острова Мадейры Автономном регионе Мадейры (Португалия), с населением 3336 человек (2001). Является административным центром одноимённого района (муниципалитета) с площадью 78,70 км² и населением 6198 человек (2001), который граничит на западе с муниципалитетом Порту-Мониш, на севере — омывается Атлантическим океаном, на востоке граничит с муниципалитетом Сантаны, на юге — с муниципалитетами Камара-ди-Лобуш, Рибейра-Брава, Понта-ду-Сол.
В прошлом (до вступления Мадейрой устава автономии в 1976 году) посёлок входил в состав Фуншальського административного округа.
Покровителем посёлка считается Сан-Висенте-де-Сарагоса-Сан-Висенте-Мартир (порт. São Vicente de Saragoça São Vicente Mártir).
Праздник посёлка — 22 января.

## История
Статус посёлка — с 1744 года. На протяжении своего существования муниципалитет Сан-Висенти несколько раз подвергался административно-территориальной реформе.

## Демография
| Численность населения муниципалитета по годам | Численность населения муниципалитета по годам | Численность населения муниципалитета по годам | Численность населения муниципалитета по годам | Численность населения муниципалитета по годам | Численность населения муниципалитета по годам | Численность населения муниципалитета по годам | Численность населения муниципалитета по годам |
| --------------------------------------------- | --------------------------------------------- | --------------------------------------------- | --------------------------------------------- | --------------------------------------------- | --------------------------------------------- | --------------------------------------------- | --------------------------------------------- |
| 1849                                          | 1900                                          | 1930                                          | 1960                                          | 1981                                          | 1991                                          | 2001                                          | 2004                                          |
| 11 454                                        | 8104                                          | 9684                                          | 11 603                                        | 8501                                          | 7695                                          | 6198                                          | 6063                                          |

## Состав муниципалитета
В муниципалитет входят следующие районы:
1. Боавентура (порт. Boaventura)
2. Понта-Делгада (порт. Ponta Delgada)
3. Сан-Висенте (порт. São Vicente)

## Экономика
В экономике муниципалитета доминирует первичный сектор экономики, представленный сельским хозяйством. Юго-западная его часть является чрезвычайно гористой, где сосредоточено животноводство. Основным видом транспорта являются автобусы и такси.
В туристическом отношении популярностью пользуются пещеры и вулканический центр (порт. Grutas e Centro do Vulcanismo de São Vicente), открытый в 1996 году, где установлено аудиовизуальное оборудование объясняющая геоморфологию острова. Стоимость билета без льгот для взрослых до вулканического центра составляет 8 евро. Кроме того, на территории муниципалитета есть несколько обзорных площадок с живописными панорамами острова.

## Галерея

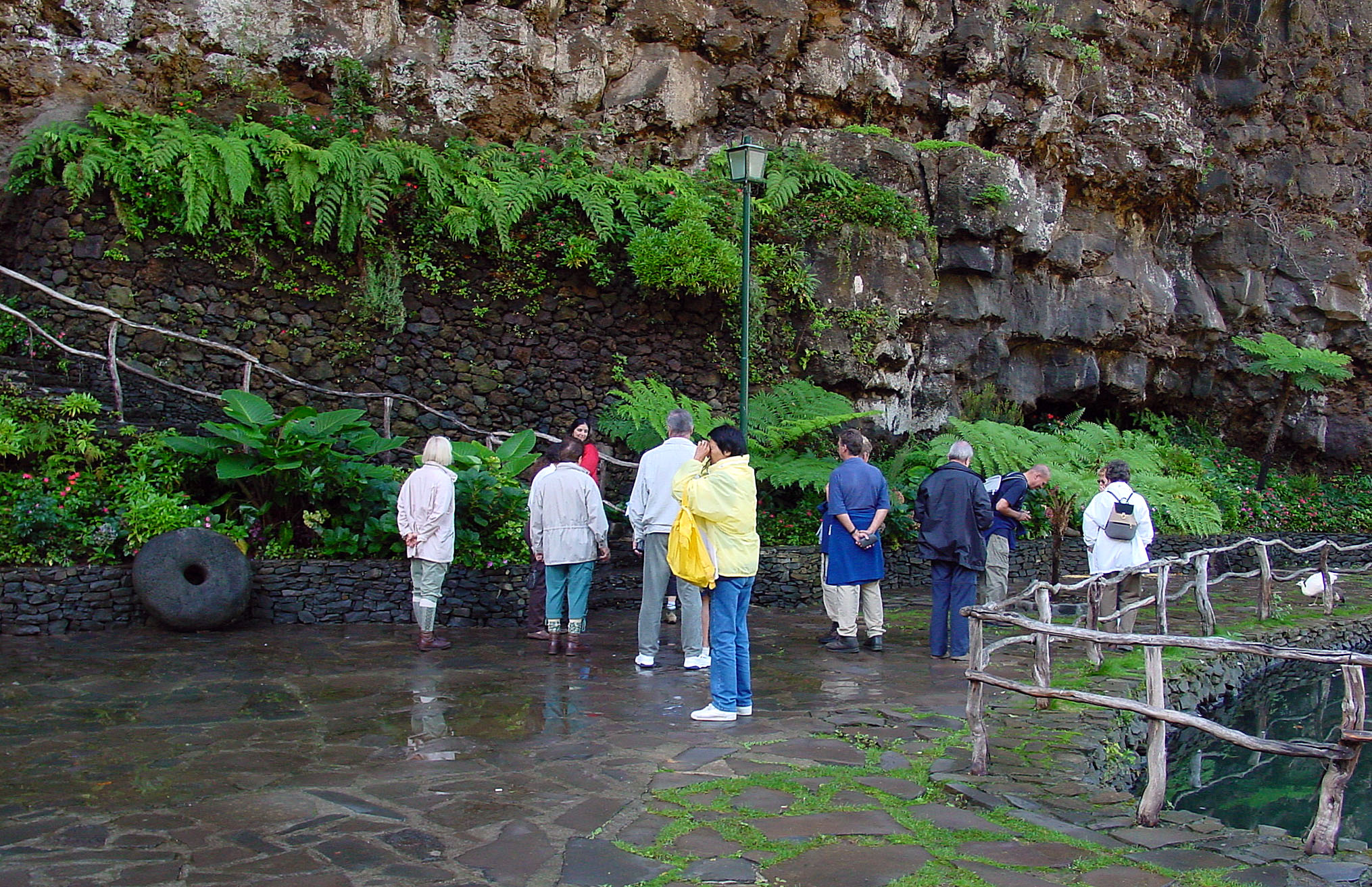
Вход в пещеру
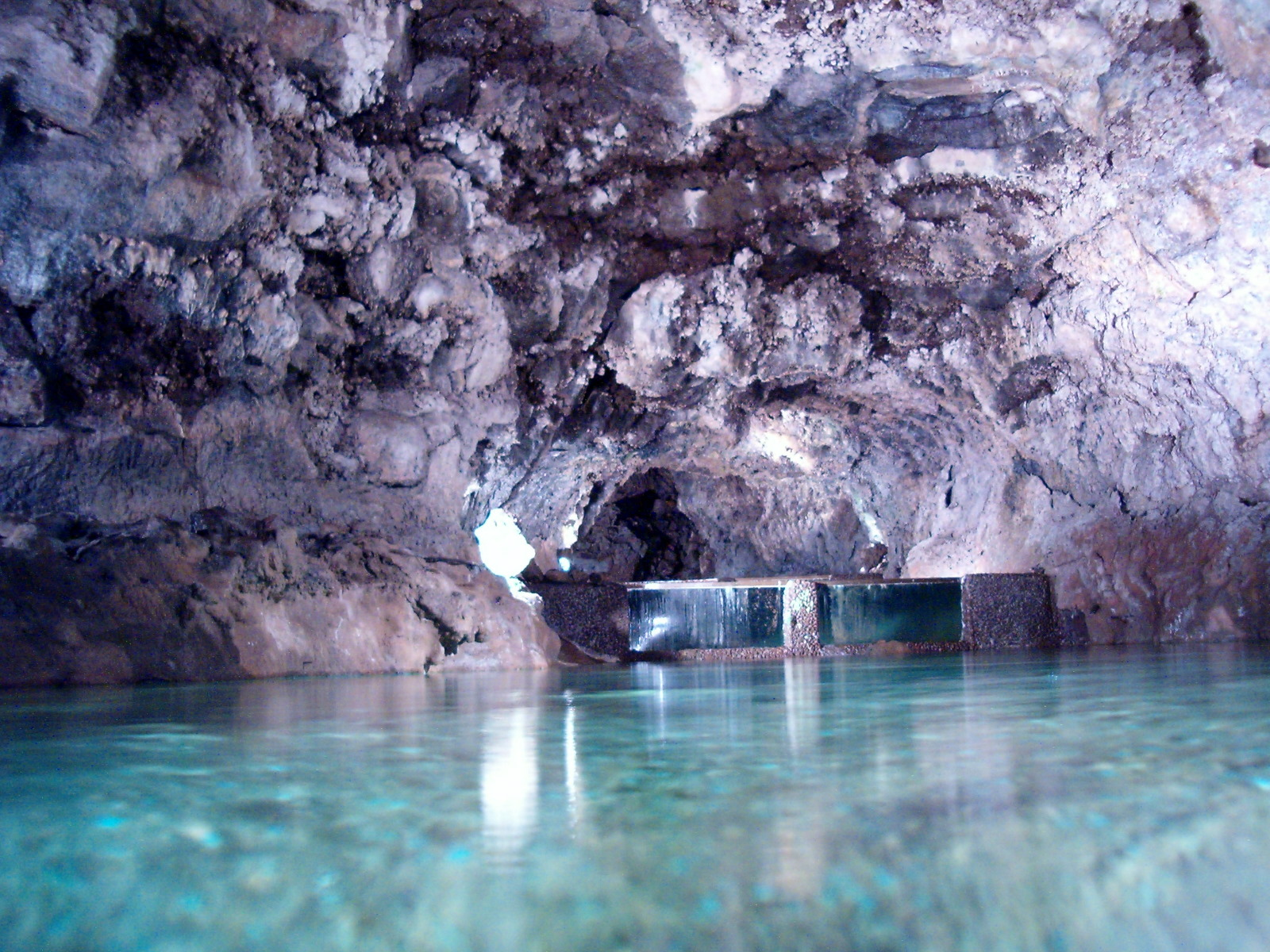
Вид пещеры внутри
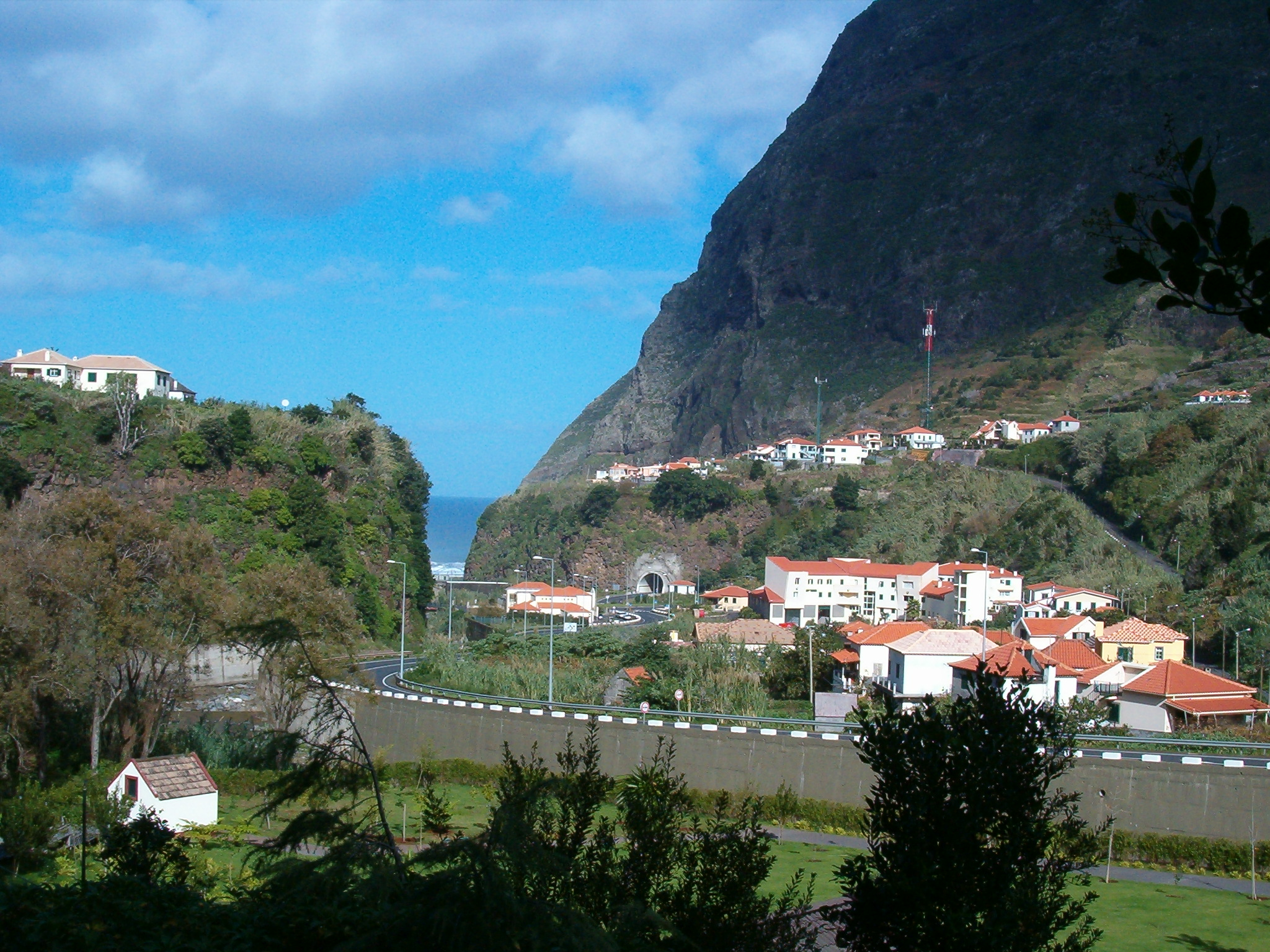
При въезде в Сан-Висенти
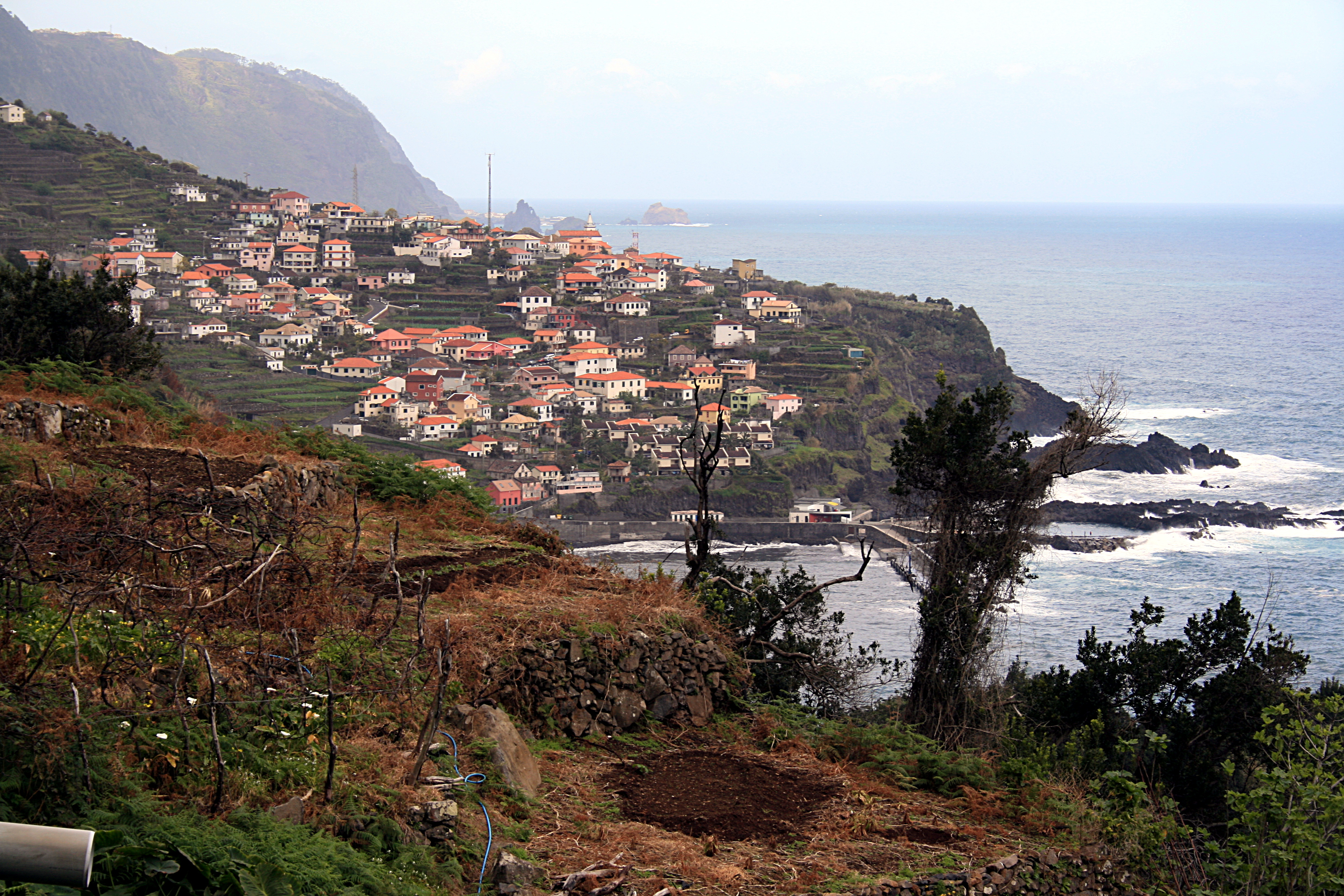
Панорамный вид поселка